# Dendronephthya colemani
Dendronephthya colemani is een zachte koraalsoort uit de familie Nephtheidae. De koraalsoort komt uit het geslacht Dendronephthya. Dendronephthya colemani werd in 1977 voor het eerst wetenschappelijk beschreven door Verseveldt. 